# Paneshy
|  | Aquest article tracta sobre el virrei de la dinastia XX. Si cerqueu el noble d'Amarna de la dinastia XVIII, vegeu «Panehesy (noble)». |

Paneshy (Panehesy, Panehasy i altres transcripcions) fou un virrei de Cuix (Núbia) a l'antic Egipte, al final de la dinastia XX.
Al començament del regnat de Ramsès XI, el faraó el va utilitzar per expulsar el Summe Sacerdot d'Amon Amenhotep del poder a Tebes; Paneshy amb les seves forces militars va anar a Tebes i va derrotar a Amenhotep, el final del qual no és conegut. Llavors potser va ocupar el seu lloc.
Paneshy fou denunciat aviat per atrocitats contra la població per part de les tropes nubianes i el faraó li va ordenar sortir de Tebes cap al sud; Herihor fou nomenat al seu lloc i durant uns mesos es va produir una guerra civil, i finalment el virrei fou expulsat cap al sud a l'any 19è del regnat de Ramsès XI. Després fou atacat altre cop per Piankh, el successor de Herihor, i va perdre la part de l'Alt Egipte que dominava però va conservar Núbia.
Va morir a edat avançada i fou enterrat a Aniba; és considerat el fundador de la Núbia independent.